# Shawneetown, Illinois
Shawneetown là một thành phố thuộc quận Gallatin, tiểu bang Illinois, Hoa Kỳ. Năm 2010, dân số của thành phố này là 1239 người.

## Dân số
Dân số qua các năm:
- Năm 2000: 1410 người.
- Năm 2010: 1239 người.